# Masao Kitagawa
Masao Kitagawa ( 1910 - 1995 ) fue un botánico y pteridólogo japonés. Desarrolló gran parte de su actividad académica como profesor en la Universidad Nacional de Yokohama.

## Algunas publicaciones

### Libros
- 1979. Neo-Lineamenta florae manshuricae : or enumeration of the spontaneous vascular plants hitherto known from Manchuria (north-eastern China) together with their synonymy and distribution. Ed. Vaduz : J. Cramer. 715 pp. : 3 tablas, 12 pl. 1 mapa. 1ª ed. 1939
- Nakai, T; M Honda, Y Satake, M Kitagawa. 1936. Index florae Jeholensis, cum appendice Plantae novae vel minus cognitae ex Manshuria. Ed. Waseda University. 115 pp.
- Kitagawa, M; T Nakai, M Honda. 1935. Contributio ad cognitionem florae manshuricae
- Nakai, T; M Kitagawa. 1934. Plantæ novæ jeholenses. Ed. I Tokio: University Press. 2 pp. l. 71 pp. 1 l. xx pl. Texto en japonés y en latín.

- Nakai, T; M Kitagawa. 1933. Informe de la expedición científica de 1933 a Manchukuo, la Manchuria ocupada por los japoneses

## Honores

### Eponimia
Género
- (Apiaceae) Kitagawia Pimenov 1986[1]

Especies
- (Poaceae) Stipa kitagawai Honda[2]

- (Ranunculaceae) Aconitum kitagawai Nakai[3]

- La abreviatura «Kitag.» se emplea para indicar a Masao Kitagawa como autoridad en la descripción y clasificación científica de los vegetales.[4]